# Dransfelder Rampe
| stillgelegter Abschnitt der Hannöverschen Südbahn |                      |                                                     |                                                     |
| Streckennummer (DB): | 1732                 |                                                     |                                                     |
| Kursbuchstrecke (DB): | ehem. 202a/257       |                                                     |                                                     |
| Streckenlänge: | 34 km                |                                                     |                                                     |
| Spurweite: | 1435 mm (Normalspur) |                                                     |                                                     |
| Maximale Neigung: | 16 ‰                 |                                                     |                                                     |
| |                      |                                                     |                                                     |
| \| \| \| Hannöversche Südbahn von Hannover, SFS von Hannover \| \| \| \| 108,1 \| Göttingen \| Göttingen \| \| \| \| B 3 \| \| \| \| \| ehem. Gartetalbahn nach Duderstadt (Schmalspur) \| \| \| \| \| Strecke nach Bebra (bis 1922) \| \| \| \| \| Leine \| \| \| \| \| Strecke nach Bebra (seit 1922) \| \| \| \| \| SFS nach Kassel \| \| \| \| 112,1 \| A 7 \| A 7 \| \| \| 113,0 \| B 3 (Dransfelder Str.) \| B 3 (Dransfelder Str.) \| \| \| 113,1 \| Groß Ellershausen \| Groß Ellershausen \| \| \| 114,8 \| B 3 \| B 3 \| \| \| \| Dransfelder Rampe (16‰) \| \| \| \| 119,2 \| B 3 (Rischenkrug) \| B 3 (Rischenkrug) \| \| \| 123,2 \| Basaltwerk \| Basaltwerk \| \| \| 123,6 \| Raiffeisen \| Raiffeisen \| \| \| 123,8 \| Dransfeld \| Dransfeld \| \| \| 128,0 \| BK Wellersen, B 3 \| BK Wellersen, B 3 \| \| \| 132,1 \| Oberscheden \| Oberscheden \| \| \| 135,9 \| Volkmarshäuser Tunnel (325 m) \| Volkmarshäuser Tunnel (325 m) \| \| \| 136,2 \| Volkmarshausen \| Volkmarshausen \| \| \| 140,5 \| Münden Nord \| Münden Nord \| \| \| 140,8 \| Privatanschluss \| Privatanschluss \| \| \| 141,0 \| Weserumschlagstelle \| Weserumschlagstelle \| \| \| 141,3 \| Werratalbrücke Münden, B 80 \| Werratalbrücke Münden, B 80 \| \| \| 142,0 \| von Halle (Saale) Hbf \| von Halle (Saale) Hbf \| \| \| 142,0 \| Hann Münden \| Hann Münden \| \| \| \| Hannöversche Südbahn nach Kassel \| \| |                      |                                                     |                                                     |
| Strecke |                      | Hannöversche Südbahn von Hannover, SFS von Hannover | Hannöversche Südbahn von Hannover, SFS von Hannover |
| Bahnhof | 108,1                | Göttingen                                           | Göttingen                                           |
| Brücke |                      | B 3                                                 | B 3                                                 |
| Abzweig geradeaus und ehemals nach links |                      | ehem. Gartetalbahn nach Duderstadt (Schmalspur)     | ehem. Gartetalbahn nach Duderstadt (Schmalspur)     |
| Abzweig geradeaus und ehemals nach links |                      | Strecke nach Bebra (bis 1922)                       | Strecke nach Bebra (bis 1922)                       |
| Brücke über Wasserlauf |                      | Leine                                               | Leine                                               |
| Abzweig geradeaus und nach links |                      | Strecke nach Bebra (seit 1922)                      | Strecke nach Bebra (seit 1922)                      |
| Abzweig ehemals geradeaus und nach links |                      | SFS nach Kassel                                     | SFS nach Kassel                                     |
| Brücke (Strecke außer Betrieb) | 112,1                | A 7                                                 | A 7                                                 |
| Bahnübergang (Strecke außer Betrieb) | 113,0                | B 3 (Dransfelder Str.)                              | B 3 (Dransfelder Str.)                              |
| Haltepunkt / Haltestelle (Strecke außer Betrieb) | 113,1                | Groß Ellershausen                                   | Groß Ellershausen                                   |
| Strecke mit Straßenbrücke (Strecke außer Betrieb) | 114,8                | B 3                                                 | B 3                                                 |
| Strecke (außer Betrieb) |                      | Dransfelder Rampe (16‰)                             | Dransfelder Rampe (16‰)                             |
| Bahnübergang (Strecke außer Betrieb) | 119,2                | B 3 (Rischenkrug)                                   | B 3 (Rischenkrug)                                   |
| Abzweig geradeaus und von links (Strecke außer Betrieb) | 123,2                | Basaltwerk                                          | Basaltwerk                                          |
| Abzweig geradeaus und von links (Strecke außer Betrieb) | 123,6                | Raiffeisen                                          | Raiffeisen                                          |
| Bahnhof (Strecke außer Betrieb) | 123,8                | Dransfeld                                           | Dransfeld                                           |
| Bahnübergang (Strecke außer Betrieb) | 128,0                | BK Wellersen, B 3                                   | BK Wellersen, B 3                                   |
| Bahnhof (Strecke außer Betrieb) | 132,1                | Oberscheden                                         | Oberscheden                                         |
| Tunnel (Strecke außer Betrieb) | 135,9                | Volkmarshäuser Tunnel (325 m)                       | Volkmarshäuser Tunnel (325 m)                       |
| Haltepunkt / Haltestelle (Strecke außer Betrieb) | 136,2                | Volkmarshausen                                      | Volkmarshausen                                      |
| Haltepunkt / Haltestelle (Strecke außer Betrieb) | 140,5                | Münden Nord                                         | Münden Nord                                         |
| Abzweig geradeaus und nach links (Strecke außer Betrieb) | 140,8                | Privatanschluss                                     | Privatanschluss                                     |
| Abzweig geradeaus und von rechts (Strecke außer Betrieb) | 141,0                | Weserumschlagstelle                                 | Weserumschlagstelle                                 |
| Brücke über Wasserlauf (Strecke außer Betrieb) | 141,3                | Werratalbrücke Münden, B 80                         | Werratalbrücke Münden, B 80                         |
| Abzweig ehemals geradeaus und von links | 142,0                | von Halle (Saale) Hbf                               | von Halle (Saale) Hbf                               |
| Bahnhof | 142,0                | Hann Münden                                         | Hann Münden                                         |
| Strecke |                      | Hannöversche Südbahn nach Kassel                    | Hannöversche Südbahn nach Kassel                    |

Dransfelder Rampe ist der Beiname eines Steigungsabschnitts vor Dransfeld auf dem heute stillgelegten Abschnitt zwischen Göttingen und Hann. Münden der Hannöverschen Südbahn von Hannover nach Kassel.

## Bau
Innerhalb der Hannöverschen Südbahn wurde der nördliche Abschnitt von Hannover nach Alfeld 1853 eröffnet, der von Alfeld nach Göttingen 1854, beide sind bis heute in Betrieb. Der mittlere Streckenabschnitt von Göttingen nach Hann. Münden wurde nach etwa fünfjähriger Bauzeit am 8. Mai 1856 eröffnet und im Anschluss daran bis Kassel verlängert. Die Hannöversche Südbahn entstand unter anderem, um den Handelsplatz Hann. Münden mit seinem Hafen an die Hauptstadt des Königreichs Hannover anzubinden. Zur Vermeidung einer Linienführung über kurhessisches Gebiet wurde der Südabschnitt trotz schwierigen Geländes über Dransfeld nach Hann. Münden geführt. Der Abschnitt zwischen Göttingen, Dransfeld und Hann. Münden wurde ab 1970 als Kursbuchstrecke 257 bezeichnet und zwischen 1980 und 1995 weitestgehend stillgelegt.
Die sogenannte Dransfelder Rampe ist die umgangssprachliche Bezeichnung für die besonders steilen mittleren Abschnitte der ehemaligen Bahnverbindung von Göttingen über Dransfeld nach Hann. Münden, obwohl eigentlich nur das gerade Stück hinter, d. h westlich von Groß Ellershausen gemeint ist, das mit 16 Promille (1:61,7) den stärksten Anstieg aufweist.
Die als Hauptstrecke ursprünglich durchgehend zweigleisig angelegte Trasse stellte hohe Anforderungen an Bau und Betrieb, d. h.- eine Höhendifferenz von 158 Metern mit starken Steigungen bis 16 Promille, Kurvenradien von zum Teil nur 200 Metern, aufwändige Dammschüttungen und kostenintensive Kunstbauten wie der Volkmarshäuser Tunnel mit 325,5 Metern Länge – der einzige Tunnel im hannoverschen Streckennetz – sowie die mehrbogige steinerne Werratalbrücke Münden.

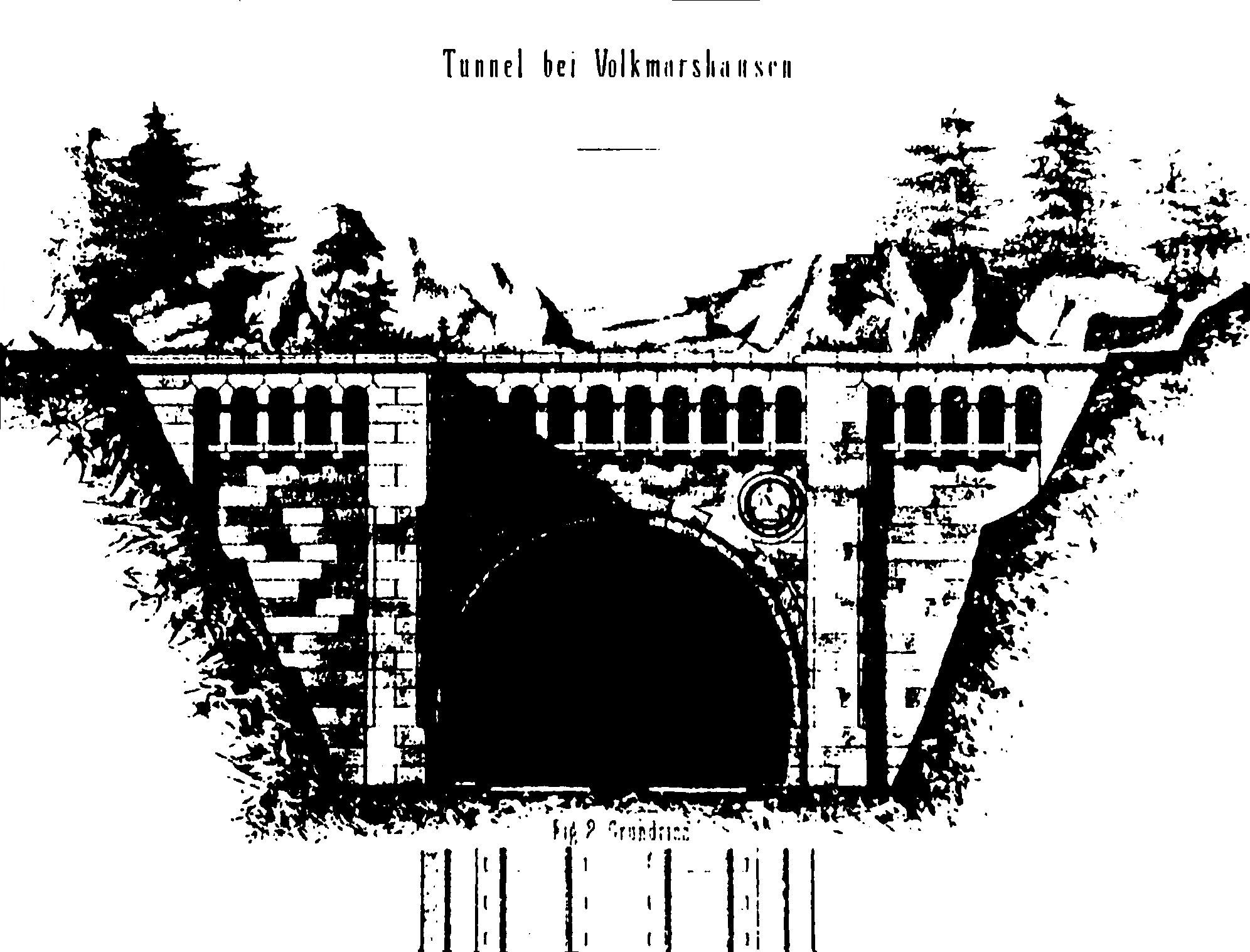
Ansicht des Volkmarshäuser Tunnels um 1850

Dennoch war diese Streckenführung die kostengünstigste von drei möglichen Varianten. Die verbreitete Behauptung, König Georg V. (1819–1871) habe die Tunnelvariante aus Prestigegründen angeordnet, um in seinem Königreich Hannover auch einen Eisenbahntunnel zu besitzen, ist nicht haltbar. Sein Vater König Ernst-August I. (1771–1851) galt auch als erbitterter Gegner der Eisenbahn: Er befürchtete eine Demokratisierung des Reisens und wollte nicht, dass jeder Schuster und Schneider so schnell reisen könne wie er.
Das Herzogtum Braunschweig und das Königreich Preußen planten schon früh große Eisenbahnnetze, Preußen nicht zuletzt auch zur Anbindung seiner Provinzen Rheinland und Westfalen. Der Eisenbahn war auch die Industrialisierung zu verdanken, denn überall wo es Eisenbahnen gab, entstanden große Fabriken. Neben dem wirtschaftlichen Aufschwung stand die Macht der sogenannten Industriebarone den Regierenden entgegen.
Damalige Dokumente sprechen aber auch dafür, dass das Hannöversche Königshaus nach anfänglicher Ablehnung den Bau dieser Bahnstrecke nicht zuletzt wegen der Weseranbindung begrüßte. Auch von kurhessischer Seite gab es frühe Planungen über Bahnverbindungen. Binnenschiffer und Fuhrleute fürchteten natürlich um ihre Existenz und hatten mit König Ernst-August einen Verbündeten, der anfangs selbst in Hannover keine qualmenden und rußenden Lokomotiven wollte, so dass das Hannoversche Königreich recht spät mit dem Bahnbau begann und der große Bahnknoten nicht in der Stadt Hannover, sondern zunächst in Lehrte entstand. Auch bei Landwirten war der Bahnbau unbeliebt, da ihre Felder durch die Bahnlinie unterbrochen wurden und durch die auch recht engen Dammdurchlässe (ugs. Eisenbahnbrücken) nicht mehr so leicht zu erreichen waren. Diese Durchlässe erfüllten im Übrigen auch Entwässerungsaufgaben.
Für die Streckenführung bis Hann. Münden gab es folgende Varianten:
- Northeim–Nörten–Adelebsen–Güntersen–Scheden–Hann. Münden (ohne Anbindung Göttingens)
- Göttingen–Eichenberg–Witzenhausen–Hedemünden–Hann. Münden (wie seit 1876 realisiert)
- Göttingen–Mariengarten–Hedemünden–Hann. Münden (mit 2,8 km langem Tunnel bei Hedemünden)
- Göttingen–(Rosdorf)–Rischenkrug–Dransfeld–Scheden–Hann. Münden

Einzelne Streckenvarianten wiesen in Teilabschnitten noch Änderungen auf, so wollte man z. B. auch dem Schedetal bis zur Wesereinmündung am Eichhof folgen. Mit Ausnahme der Anbindung Rosdorfs, wurde dann die letzte Variante mit der von den Steigungen her schwierigsten Strecke gewählt, die mit herkömmlichen Lokomotiven (ohne Zahnradantrieb etc.) gerade noch als befahrbar galt. Die ursprünglich geplante Anbindung Rosdorfs wurde weggelassen, weil es offensichtlich mit dem Gut Olenhusen Auseinandersetzungen über die Flächennutzung gab.
Vorrangig sprachen neben der Kostenabwägung zwei Bedingungen für die dann ausgeführte Variante: Die Trasse durfte zum einen nicht durch das Kurfürstentum Hessen-Kassel führen, um gebietsrechtliche Komplikationen zu vermeiden. Denn die Hannoveraner hatten sich zuvor durch das Stapelrecht gut an den Hessen bereichert, die auf dem Wasserweg durch Hann. Münden fahren mussten. Man befürchtete ähnliches seitens der Kurhessen. Angaben nach wurde zwar ein entsprechender Bauantrag gestellt, jedoch wohl nicht beantwortet, die topografisch günstigste Linienführung über Eichenberg schied damit aus. Außerdem musste die Strecke möglichst in Höhenlage gebaut werden, um später problemlos bis Kassel weitergeführt zu werden. Durch die höher gelegene Streckenführung befindet sich der Mündener Bahnhof in Hanglage 500 m vom Stadtzentrum.
Erst nach dem Deutschen Krieg und der Annexion Hannovers und Hessen-Kassels durch Preußen 1866 spielten territoriale Bedenken keine Rolle mehr, sodass eine alternative Verbindung durch das Werratal über Eichenberg und Arenshausen nach Göttingen 1876 (Eröffnung Eichenberg–Friedland) realisiert werden konnte.

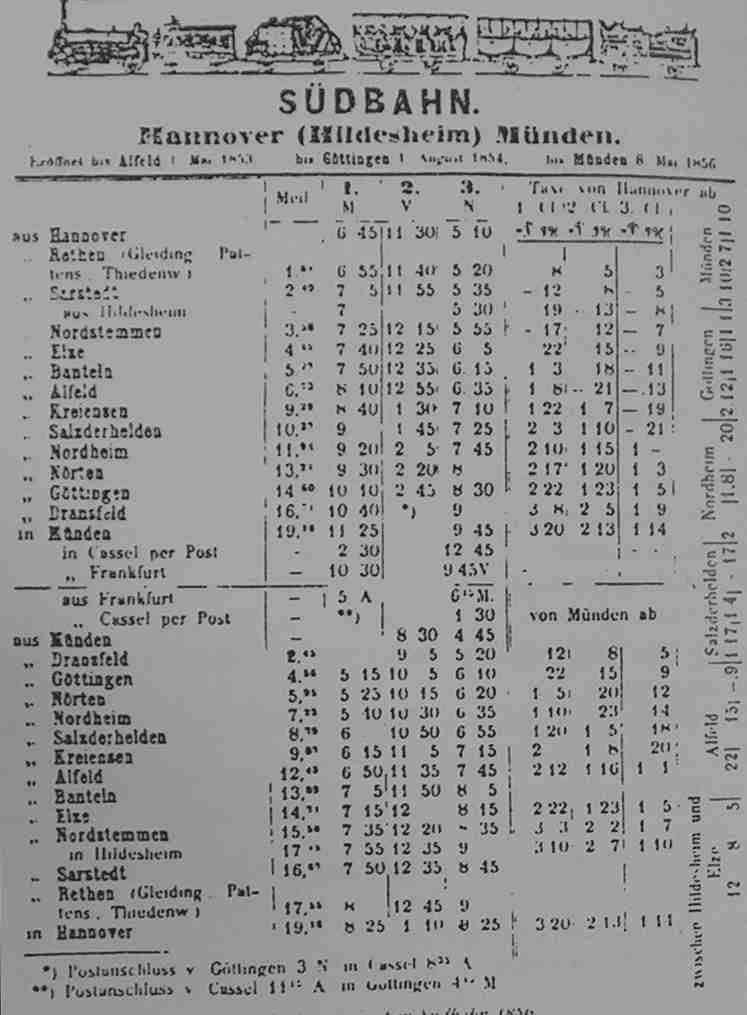
Erster Fahrplan der Hannöverschen Südbahn von 1856

Die Überlegung, die Trasse mit erheblich weniger baulichem Aufwand entlang der Weser oder des Bramwalds zu führen und damit an der Universitätsstadt Göttingen vorbei, wurde jedoch schnell verworfen, Göttingen wollte in jedem Fall an das Bahnnetz angebunden werden. Bei der Planung der Schnellfahrstrecke Hannover–Würzburg gab es etwa 120 Jahre später die gleichen Überlegungen, die Städte Hannover und Kassel (letztere bis dahin nicht in den Intercity-Takt eingebunden) direkt miteinander zu verbinden. Diese Variante wäre dabei wahrscheinlich durch den im Weserbergland liegenden Naturpark Solling geführt worden, was sich aus Gründen des Naturschutzes schon als nicht durchsetzbar erwiesen hätte. In beiden Fällen war es einer starken Lobby zu verdanken, dass in Göttingen damals wie heute Fernzüge halten. Nachdem eine Führung über Göttingen feststand, bot sich neben der Eichenberger und der dann realisierten Variante eine dritte über Mariengarten und Hedemünden an, die etwa dem Verlauf der heutigen Bundesautobahn 7 entspricht und einen Tunnel von 2,8 km Länge erfordert hätte. Eine tunnelfreie Umfahrung der Anhöhe „Hünenburg“, durch die der Volkmarshäuser Tunnel führt, war nicht zu realisieren, daher war dieser Tunnel kein Prestigeobjekt, sondern an der Stelle notwendig. Auch hätten damals sicherheitstechnische Bedenken beim Einsatz der Dampflokomotiven eher gegen einen Tunnel gesprochen. Für einen „Prestigetunnel“ hätten sich bei gleichbleibender Streckenführung auch andere Stellen angeboten, wie der 25 m tiefe Einschnitt bei Ossenfeld oder an der Klus kurz vor dem Tunnel. So war die dann ausgeführte Variante eisenbahntechnisch die schlechteste Lösung, aber die seinerzeit einzig mögliche.
Zur Anbindung des Hann. Mündener Hafens wurde kurz vor der Werraüberquerung die Hafenbahn abgezweigt. (Siehe Abschnitt weiter unten.)
Obwohl die Gesamtstrecke von Hannover bis Kragenhof (kurz vor Kassel) mit Ausnahme des braunschweigischen Ortes Kreiensen vollständig auf hannöverschem und heute niedersächsischem Gebiet lag, sowie durchgehend kilometriert wurde, wurden die beiden Streckenteile Hannover–Göttingen und Göttingen–Hann. Münden seit Reichsbahnzeiten zeitweise betrieblich unterschiedlich behandelt. Der nördliche Abschnitt Hannover–Göttingen wurde mit der Werratalstrecke Göttingen–Eichenberg–Kassel zusammengefasst, während der Streckenteil Göttingen–Dransfeld-Hann. Münden als eigene Kursbuchstrecke behandelt wurde. Die Zuständigkeit der Direktionen lag für den Nordteil in Hannover, für den Südabschnitt in Kassel, später in Frankfurt am Main. Den letzten Wechsel gab es im Oktober 1980 – also wenige Monate nach Einstellung des Gesamtverkehrs –, wo die bis dahin bei Hann. Münden liegende Frankfurter Direktionsgrenze (km 138) auf Höhe Ossenfeld (km 121,1) verschoben wurde. Die Bahnhöfe Dransfeld und Oberscheden (Dienststellenbezeichnung FDFD und FOSD nach Betriebsstellenverzeichnis) wurden an den Bahnhof Hann Münden angegliedert.

## Streckenverlauf

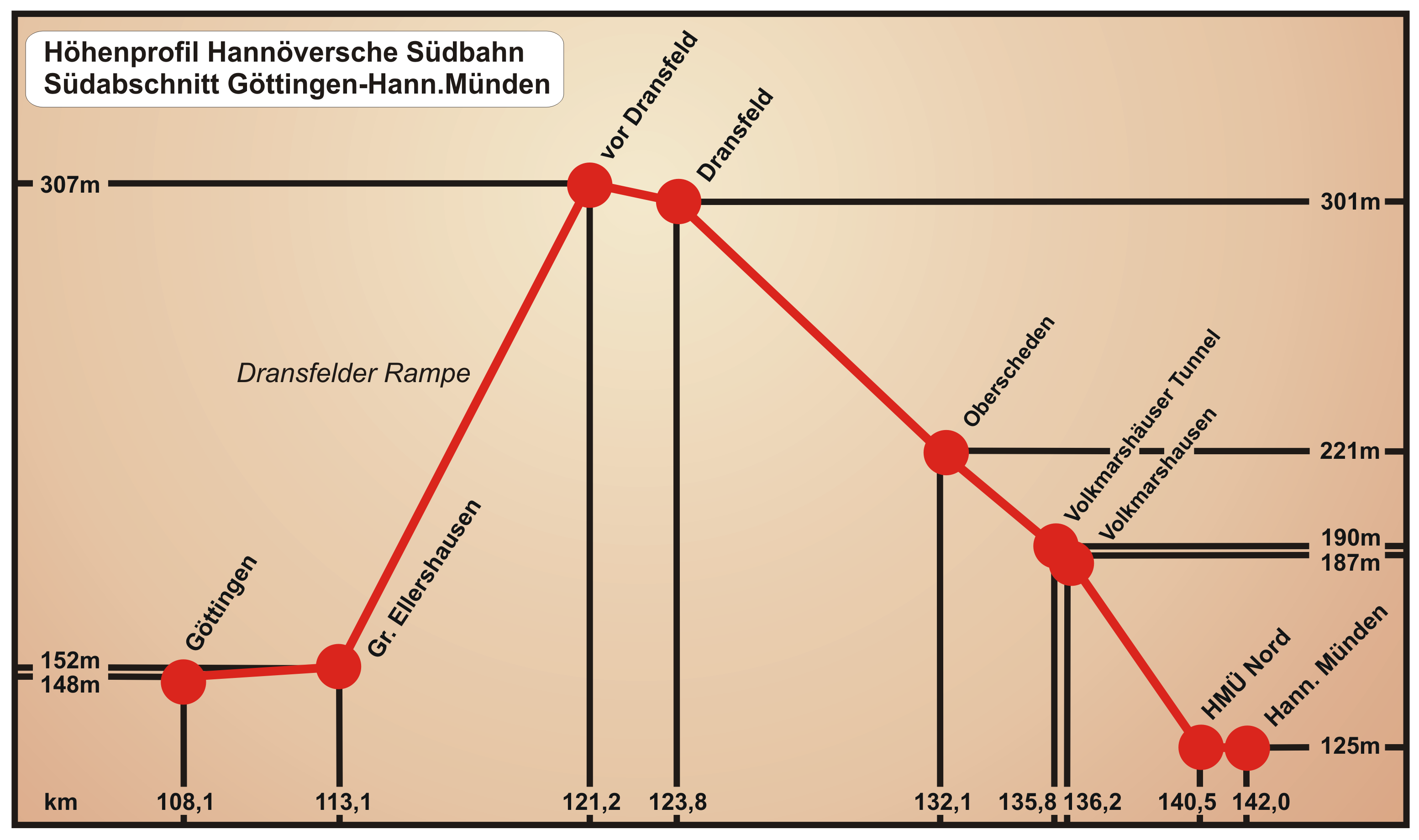
Höhenprofil der Bahnstrecke Göttingen-Hann. Münden

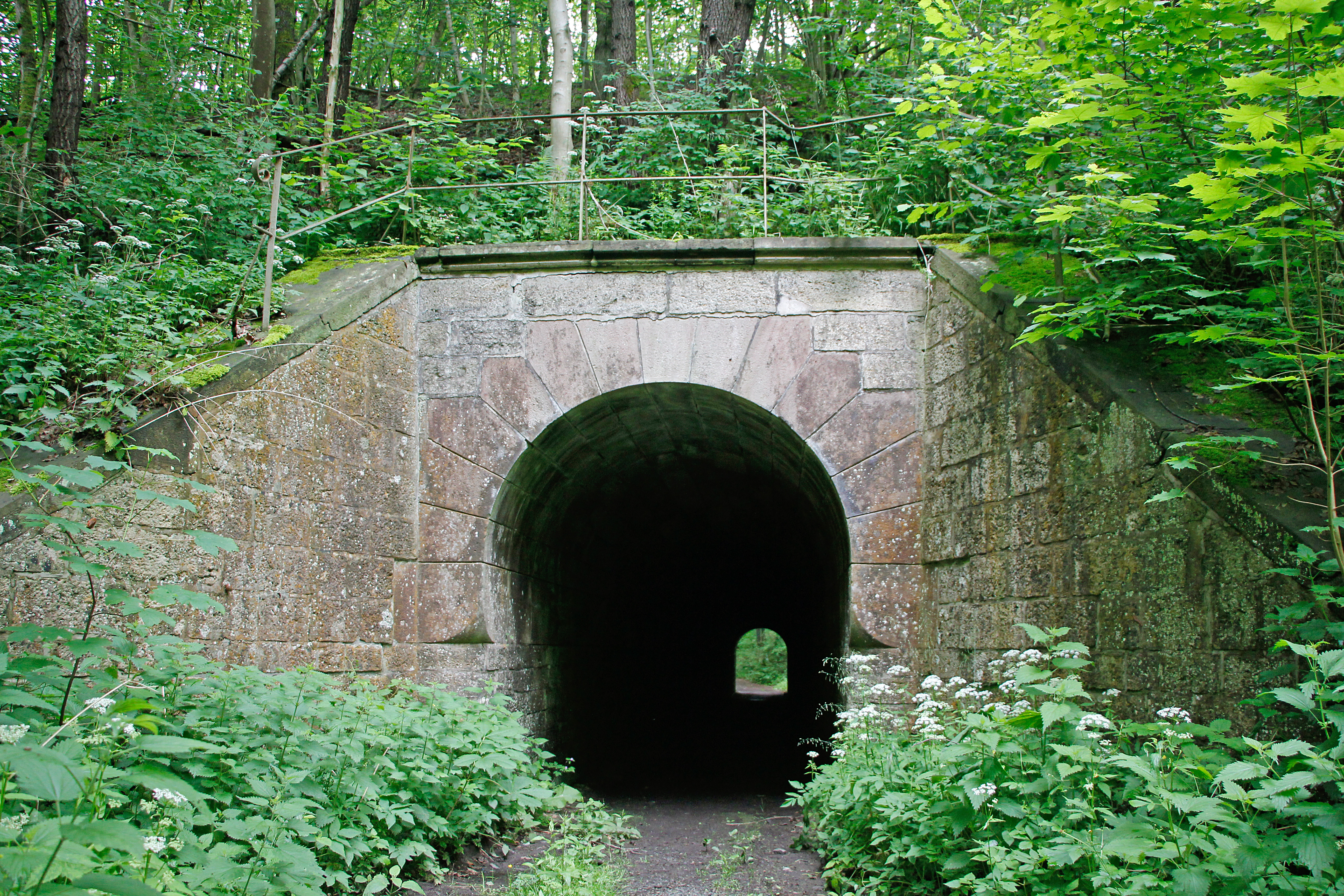
Durchlass bei Rodebusch (sogenannte „Siebenringelsbrücke“) in der Nähe der Scheitelhöhe der Dransfelder Rampe, 2024

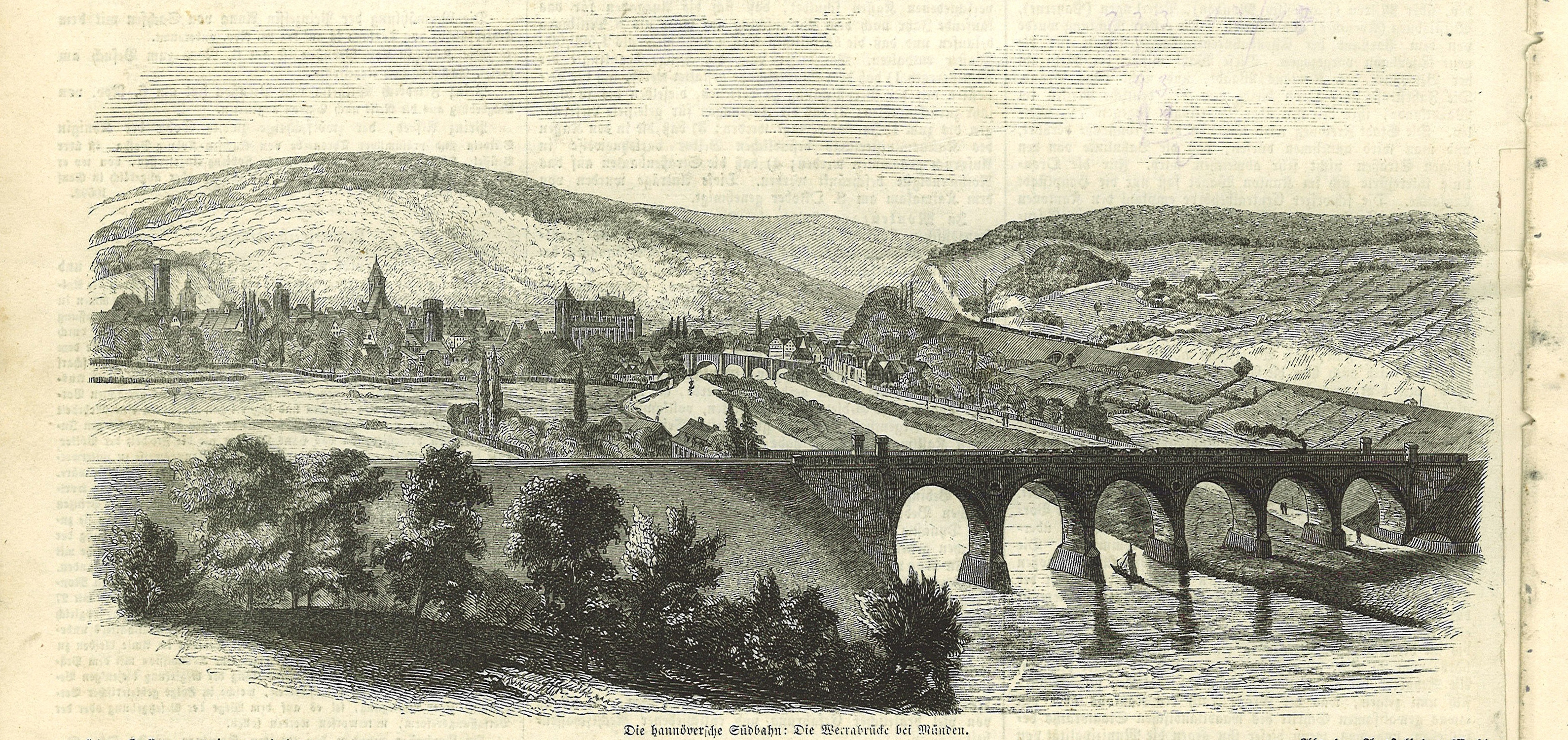
Werratalbrücke Münden bei Hannoversch Münden

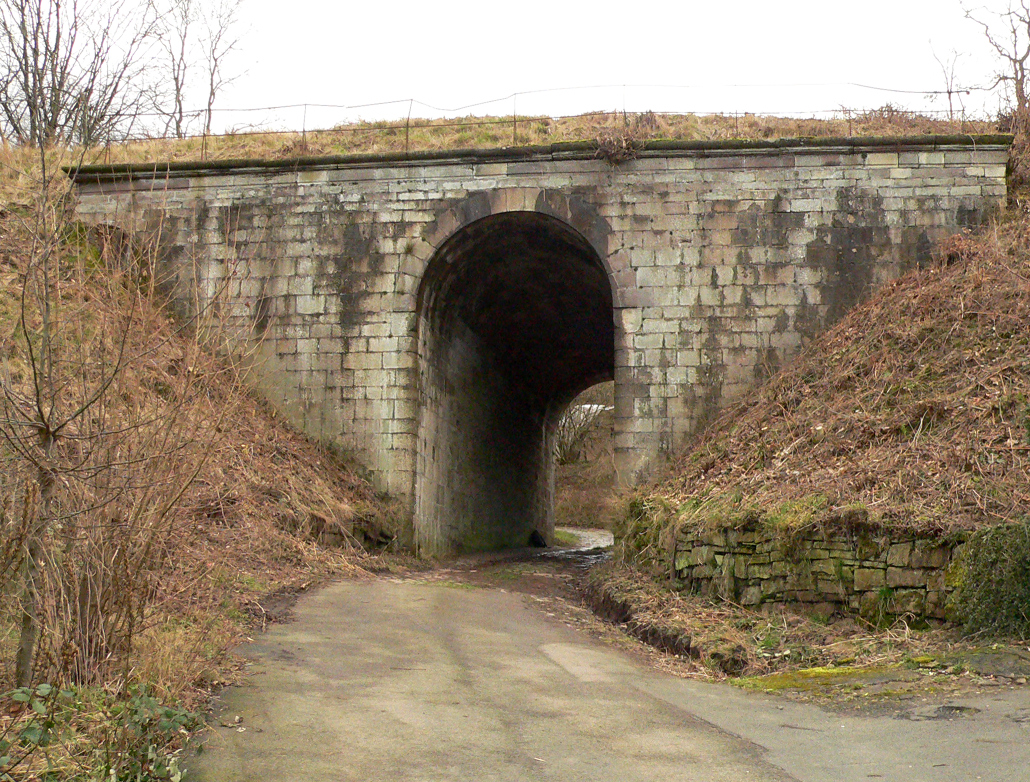
Unterführung in Hann. Münden

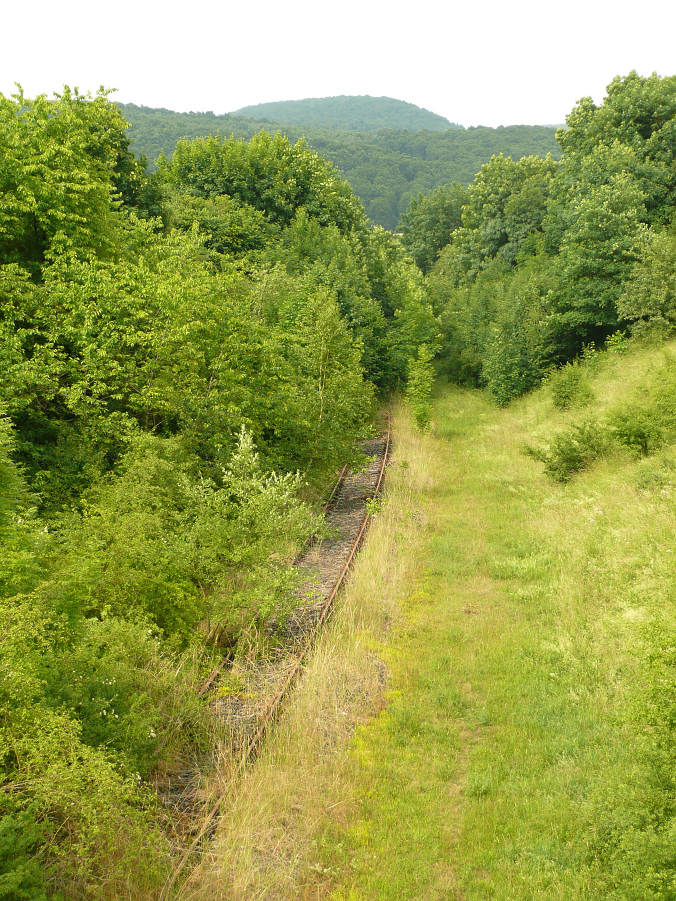
Überwucherter Streckenrest bei Oberscheden, 2008

Vom Bahnhof Göttingen aus (km 108,1) verlief der Dransfelder Streckenabschnitt zunächst parallel zur später errichteten Nord-Süd-Strecke. Ab der Brücke über die Göttinger Jheringstraße folgt die Nord-Süd-Strecke weiter in südlicher Richtung dem Leinetal, während die Dransfelder Bahn seinerzeit weiterhin gerade durch den erst in den 1960er Jahren errichteten Stadtteil Grone-Süd verlief. Bis 1962 war die Strecke in diesem Abschnitt zweigleisig und nutzte das Überwerfungsbauwerk der heutigen Schnellfahr- und Nord-Süd-Strecke, mit dem man vom Ostteil des Göttinger Bahnhofs kreuzungsfrei auf das Eichenberger Richtungsgleis gelangt. Dieses Überführungsbauwerk, das heute im Übrigen fast baugleich die Schnellfahrstrecke zur Ausfädelung nutzt, entstand erst 1922 mit der Höherlegung der Bahnanlagen im Bereich Göttingen. Mit der Gleisverlegung nach 1962 wurde es durch eine moderne Betonkonstruktion ersetzt, die heute noch steht.
Nach etwa zwei Kilometern geradem Verlauf überquerte die Dransfelder Strecke auf einer noch in den letzten Betriebsjahren erneuerten Brücke die Bundesautobahn 7 und verlief zur Höhengewinnung in einer Schleife um den Göttinger Stadtteil Groß Ellershausen. Nach 1962 wurde vor dem Haltepunkt Groß Ellershausen, der auch erst nach dem Zweiten Weltkrieg entstand, ein Abzweig mit einer Schutzweiche errichtet, ab hier verlief die Strecke wieder zweigleisig. Bis zur Brücke am Hetjershäuser Weg wurde die Strecke auf einem recht hohen Damm geführt, während sie hinter der Brücke Hetjershäuser Weg etwa bis zur B3-Unterführung in einem Einschnitt verlief. Die Kreuzung der Bahntrasse mit der ehemaligen Chaussee wurde mit einer 1852–1853 erbauten, technisch besonders aufwändigen „schiefen Wegebrücke“ gemeistert, die musterhaft veröffentlicht wurde. Ab dieser Wegekreuzung, wo die Strecke auf dem geraden Stück den stärksten Anstieg mit 16 Promille aufwies, verlief sie wieder bis zum Groner Wald auf einem Dammstück. Zwischen der Autobahnbrücke und dem Bahnübergang Groner Holz wurde durch die Kehre etwa 90 Meter Höhenunterschied überwunden.

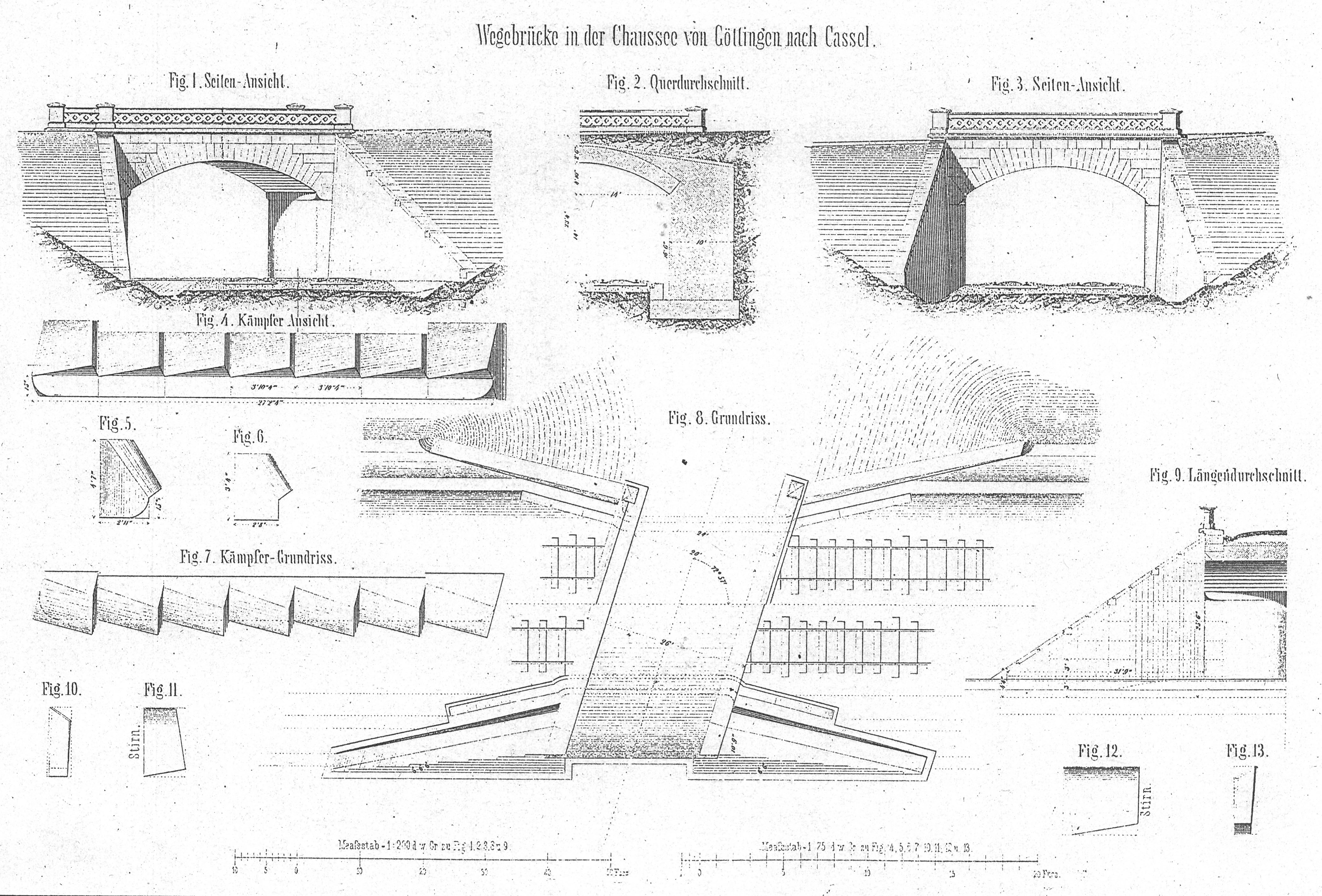
„Schiefe Wegebrücke“ über die Bahntrasse der Dransfelder Rampe, westlich von Groß Ellershausen (Planzeichnung von 1854)

Bis kurz vor Dransfeld verlief die Strecke nunmehr im Wald oder am Waldrand entlang. Im Groner Holz passierte sie einen Bahnübergang, der zuletzt nur noch auf telefonische Anforderung durch Bahnpersonal geöffnet wurde, das eigens dazu vom folgenden Posten Rischenkrug kommen und die Schranke vor Ort öffnen musste. Etwa zwei Kilometer weiter befand sich der Bahnübergang Rischenkrug mit der seinerzeit namensgebenden Gaststätte. Bis in die 1970er Jahre war der Rischenkrug noch Blockstelle, später nur noch Schrankenposten. Hier überquerte die B3 nun das dritte Mal die Dransfelder Strecke. Im weiteren näherte sie sich in einem Bogen der Ortschaft Ossenfeld, wo sie in einem bis zu 25 m tiefen Einschnitt verlief. Kurz danach erreichte sie mit 307 m ü. NN (km 121,2) ihren Scheitelpunkt 300 Meter vor dem Durchlass bei Rodebusch (vulgo „Siebenringelsbrücke“).
Die Strecke folgte dann dem Geländeeinschnitt am Rodebusch und lief dann aus nordöstlicher Richtung kommend auf Dransfeld zu. Wo heute das Schotterwerk der Südharz-Asphalt (SHA) steht, befand sich früher die Basaltverladung, die sogar per Lorenseilbahn mit dem Basaltbruch am Hohen Hagen verbunden war. Es folgten der Bahnübergang Barteröder Straße mit dem ehemaligen Stellwerk Df, das Raiffeisen-Lager, die Güter-Laderampe, der Bahnhof mit dem heute noch erhaltenen Empfangsgebäude und der alten Signalmeisterei, die heute als Jugendzentrum dient. Basaltwerk und Raiffeisen-Lager hatten eigene Gleisanschlüsse, bei letzterem wurden die Güterwagen einzeln über Drehscheiben rangiert.
Nach dem Bahnübergang am Imbser Weg wurde die Strecke ab 1942 durch den Abbau des 2. Gleises eingleisig. Die Trasse folgte dann auf einem Damm dem Niemetal an der Ortschaft Varlosen vorbei über das Gut Wellersen, wo sie das vierte Mal die B3 mit einem Bahnübergang kreuzte. Relativ gerade lief die Strecke durch ein kurzes Waldstück am Gut entlang, teils in künstlich angelegten Einschnitten, die im Winter vor Schneeverwehungen schützen sollten. Nach einer Kurve lief die Trasse auf die Ortschaft Scheden zu. Der damalige Bahnhof Oberscheden wurde 1874, also erst 18 Jahre nach Eröffnung dieses Abschnitts, errichtet und lag weit außerhalb des bebauten Oberschedener Ortskerns, zumal das Dorf Niederscheden näher lag. Es folgten die Ladegleise der damaligen Zucker- und späteren Futtermittelfabrik, die bis 1995 der letzte Güterverlader auf dem noch verbliebenen Streckenabschnitt war.
Etwa zwei Kilometer verlief die Strecke gerade auf einem hohen Damm auf den Mündener Wald zu, wo sie dann bei Einfahrt in den Wald wiederum einen tiefen Einschnitt passierte. Auf Höhe der Klusteiche, wo heute noch das Schalthaus eines seinerzeit mit einer Blinklichtanlage gesicherten Bahnübergangs steht, verließ die Trasse den Einschnitt und führte auf einem bis zu 30 Meter hohen Hang durch das Schedetal. Es folgte der 325 m lange Volkmarshäuser Tunnel, der in einem Bogen das Schedetal verließ und an Volkmarshausen vorbeiführte. Dieser Ort bekam ab 1947 unmittelbar hinter dem Südportal des Tunnels einen Haltepunkt.
Die Trasse umging nun den Mündener Wald, was sich in der Karte als eine Art „Nasenform“ darstellt, führte an der Ortschaft Gimte vorbei und umfuhr den Questenberg. Hangseitig befand sich die Weserliedanlage, talwärts der Zusammenlauf von Fulda und Werra zur Weser. Die ehemalige Trasse führte nun durch den Mündener Stadtteil Blume mit dem ehemaligen Nordbahnhof (der eigentlich nur Haltepunkt war), überquerte dann auf einem Damm den Taleinschnitt und anschließend auf einer großen Brücke die Werra. Hiernach erreichte sie den ehemaligen Güterbahnhof und den Bahnhof Hann Münden.

## Betrieb

Die erste und eigens für die Dransfelder Rampe entwickelte 1Bn2-Lokomotive der Maschinenfabrik Georg Egestorff in Linden bei Hannover

Bis zur Einführung der Dieseltraktion wurde im Dampfbetrieb mit Schiebeloks gefahren, die sowohl in Göttingen als auch in Hann. Münden ständig bereitstehen mussten. Meist wurde mit zwei, selten sogar mit drei Lokomotiven gefahren. Eigens für die Dransfelder Rampe entwickelte Loktypen der Maschinenfabrik Georg Egestorff in Linden bei Hannover (ab 1871 Hanomag) kamen in der Anfangszeit zum Einsatz. Aufgrund der hohen Anforderungen und der räumlichen Nähe der Südbahn zu Kassel diente sie dem dort ansässigen Lokomotivbauer Henschel als willkommene Versuchsstrecke. Praktisch wurde jede Lokomotive erst nach bestandener Prüfung auf der Südbahn in Dienst gestellt. So sah die landschaftlich reizvolle Strecke manchen Lok-Exoten wie beispielsweise die stromlinienförmig verkleidete Dampfmotorlok 19 1001, die als betriebsreifes Unikat in die Dampflokgeschichte einging, oder auch noch 1978 die BBC-Henschel Versuchslok DE 2500, die allerdings im Rahmen einer BDEF-Sonderfahrt fuhr.
In den 1950- und 60er-Jahren waren vor allem die mit Schnellzuglokomotiven der Baureihe 01 gezogenen Fernzüge anzutreffen, die oft von Güterzugloks der Baureihe 44 jeweils bis Dransfeld nachgeschoben wurden. Diese wiederum fuhren neben den Baureihen 38 und BR 50 auch leichtere Personen- und Güterzüge noch bis 1974.
Dem Göttinger Historiker Karl Heinrich Kaufhold nach verdankt Göttingen der Dransfelder Rampe das Dampflok-Ausbesserungswerk, dessen erhalten gebliebenes Hauptgebäude, die große Lokrichthalle, nach einem Umbau zu einem Multiplex-Kino und einer Veranstaltungshalle auch den Namen „Lokhalle Göttingen“ trägt. Die Loks mussten wegen der Steigungen oft getauscht und anschließend gewartet werden. Dazu bedurfte es einer Werkstatt vor Ort.
Auch Betriebsunfälle gab es auf der Dransfelder Rampe: 1955 entgleiste der Gliedertriebzug „Senator“ VT 105, verursacht durch einen Steinschlag am Volkmarshäuser Tunnel. 1966 wurden in Oberscheden beladene Schotterwagen rangiert, die dabei außer Kontrolle gerieten und die abschüssige Strecke nach Hann. Münden hinabrollten. In der engen Bahnhofseinfahrt von Hann. Münden entgleisten die Wagen, nachdem sie über 100 km/h schnell geworden waren, und kippten. In beiden Fällen wurde niemand verletzt.

## Bedeutung

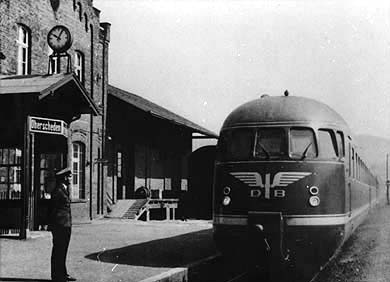
Fernreisezug VT 08^{5} in Oberscheden 1952

Die Bedeutung der Dransfelder Strecke sank bereits 1876 ein wenig, als die zwar längere, aber dafür problemlos zu befahrende Werratalstrecke zwischen Hann. Münden und Göttingen über Eichenberg eröffnet wurde. Zwar stand jetzt eine Alternativroute zur Verfügung, alten Fahrplanunterlagen nach tat dies der Südbahn jedoch keinen Abbruch. Entgegen anderen Behauptungen nahm der Personenverkehr auf der Dransfelder Strecke auch nicht ab, er blieb konstant. 1872 bis 1876 hätten die Züge in Arenshausen auch wenden müssen, da es die heutige Verbindung der Nord-Süd-Strecke mit der Bahnstrecke Halle–Hann Münden in Eichenberg noch nicht gab. Natürlich stieg der Verkehr dann nicht in dem Maße an, als wenn nur eine Strecke vorhanden gewesen wäre. Die Gründung des Staates Preußen, die Industrialisierung und die Etablierung des Verkehrsmittels Eisenbahn erklären dies.
Erst im Zweiten Weltkrieg nahm der Verkehr durch Abbau des zweiten Gleises zwischen Dransfeld und Münden signifikant ab. Ein solcher Rückbau geschah zu Kriegszwecken vielerorts auf zweigleisigen Strecken, auf denen das zweite Gleis entbehrlich schien. Das zweite Gleis wurde im Frühjahr 1942 demontiert und vermutlich für die Schaffung von Nachschublinien nach Russland verbracht, da das Kriegsmaterial aufgrund der in Russland vorhandenen Breitspur nicht ohne entsprechendes Rollmaterial zu transportieren war. Anderen Aussagen nach sollen die Gleise für die Erschließung des KZ Mittelbau-Dora in Nordhausen bzw. die Errichtung der Helmetalbahn (Umfahrung der Südharzstrecke) verwendet worden sein, letztere wurde nicht mehr fertiggestellt.
Schließlich sprengten abziehende deutsche Truppen 1945 kurz vor Kriegsende viele Eisenbahnbrücken, um den Vormarsch der Alliierten zu verhindern, darunter auch die Werratalbrücke Münden, und unterbrachen so die Trasse. Da aber auch die Werratalbrücke der von Eichenberg kommenden Strecke zwischen Laubach und Hedemünden wegen Sprengung nicht mehr befahrbar war, wurde der Verkehr auf der Südbahn im Rumpfbetrieb aufrechterhalten. Vier Jahre lang endeten alle Züge aus Göttingen kommend in der zunächst provisorisch eingerichteten Station Münden Nord. Die Fahrgäste mussten samt Gepäck einen mehrere Kilometer langen Fußmarsch zum Hauptbahnhof zurücklegen, um ihre Reise in Richtung Kassel fortsetzen zu können. Kinder verdienten sich mit dem Gepäcktransport ihr Taschengeld. Der eingleisige Abschnitt machte schon damals einen Wendezugbetrieb erforderlich, allerdings hatte man damals noch keine Steuerwagen. Nach dem Krieg kamen neben Hann Münden Nord auch die Haltepunkte Groß Ellershausen und Volkmarshausen (bis dahin Blockstellen) hinzu. Letzterer entstand daher nicht, wie manchmal behauptet, um Arbeiter in Rüstungsfabriken zu bringen, dazu gab es nach dem Krieg keinen Grund mehr. Vielmehr werden es Bestrebungen gewesen sein, das Verkehrsmittel Eisenbahn nahverkehrstauglicher zu machen, denn die Bahn hatte gerade in der Nachkriegszeit als das Massenverkehrsmittel ein hohes Transportaufkommen zu bewältigen.
1949 wurde die Werratalbrücke durch eine vereinfachte Gitterstahlbrücke ersetzt und die Lücke nach etwa vierjähriger Bauzeit damit geschlossen. Die vielerorts gesprengten Steinbogenbrücken wurden oft nur als einfachere Stahlkonstruktionen wieder aufgebaut. Die Werrabrücke baute man zweigleisig auf, da man offensichtlich die Wiedererrichtung des zweiten Gleises zwischen Dransfeld und Hann. Münden in Erwägung zog. Das zweite, vom Bahnhof aus gesehen rechte Gleis wurde jedoch nie angeschlossen, auch lag der vom Bahnhof aus gesehen linksseitige Abzweig zur Hafenbahn hinter der Brücke. Angaben, wonach das linke Brückengleis für die Hafenbahn genutzt wurde und das rechte für die Strecke, sind daher falsch. Die Eichenberger Strecke führte an einigen Stellen nur einen Steinwurf entfernt an der sowjetischen Besatzungszone und späteren DDR vorbei, die Nähe einer strategisch wichtigen Strecke zum damaligen Feind galt offenbar verteidigungspolitisch als sehr bedenklich, so dass man die Dransfelder Strecke gewissermaßen als eine „Hauptstrecke in Reserve“ vorhalten wollte.
Auch aus einem anderen Grund wurde in den Nachkriegsjahren die Dransfelder Strecke der Eichenberger vorgezogen: Göttingen und Hann. Münden gehörten zur britischen Besatzungszone, Eichenberg zur amerikanischen. An der Grenze fanden Kontrollen statt; die Reisenden mussten aussteigen, ihr Gepäck vorzeigen und Waren gegebenenfalls verzollen. Jeder der diese Kontrollen umgehen wollte, fuhr natürlich über Dransfeld.
Außerdem war die Nord-Süd-Strecke über Eichenberg bis zum Bau der Schnellfahrstrecke Hannover–Würzburg chronisch überlastet, so dass man die Elektrifizierung beider Strecken, der Dransfelder und der Werratalstrecke, in Erwägung zog. Als hierfür hinderlich erwies sich der Volkmarshäuser Tunnel aufgrund seines geringen Tunnelprofils. Auch kam man die ersten Jahre mit einer elektrifizierten Strecke aus, obwohl zuletzt fast im Blockabstand gefahren wurde. Bis zur Eröffnung der ICE-Strecke stand keine Alternativroute zur Verfügung. Als 1985 ein Damm bei Friedland brach, mussten die Fernzüge weiträumig über Altenbeken umgeleitet werden.

## Niedergang

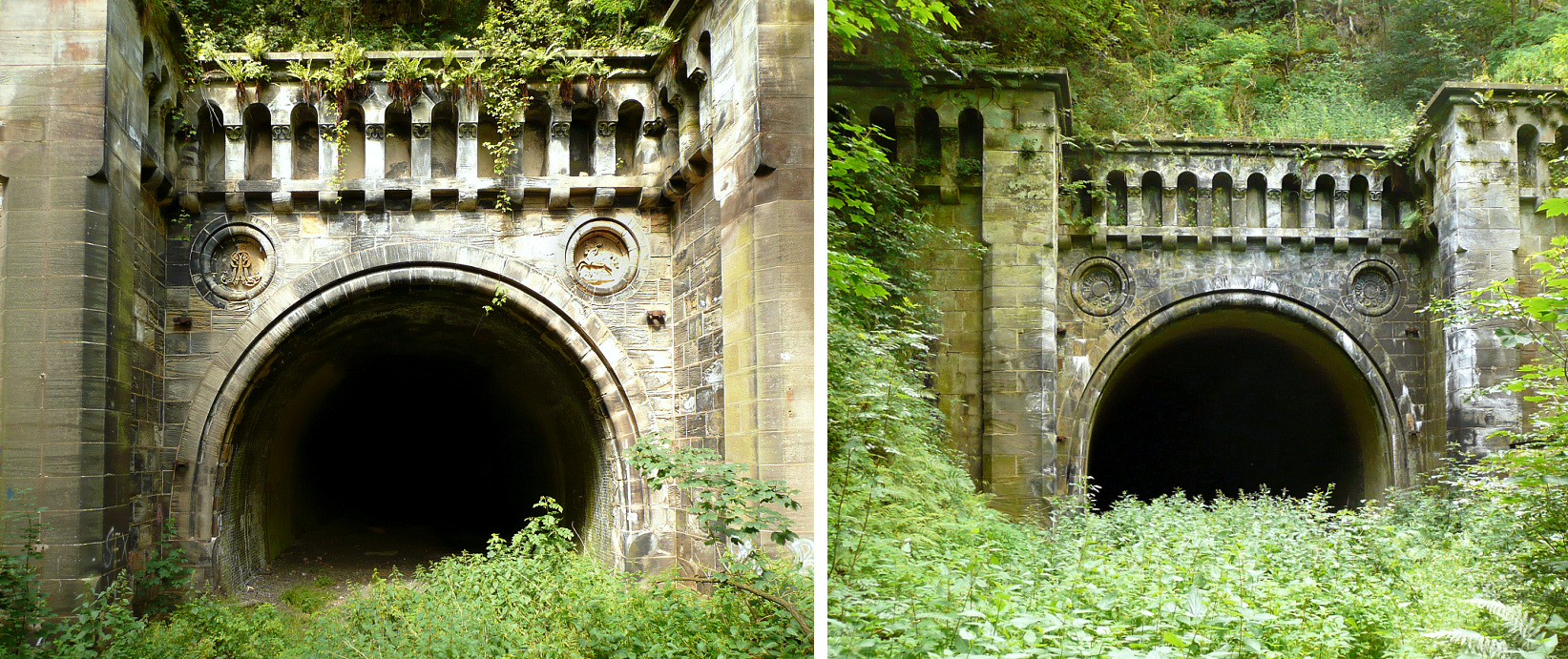
Zugewucherte Portale (Süd- und Ostportal) des Volkmarshäuser Tunnels, 2008

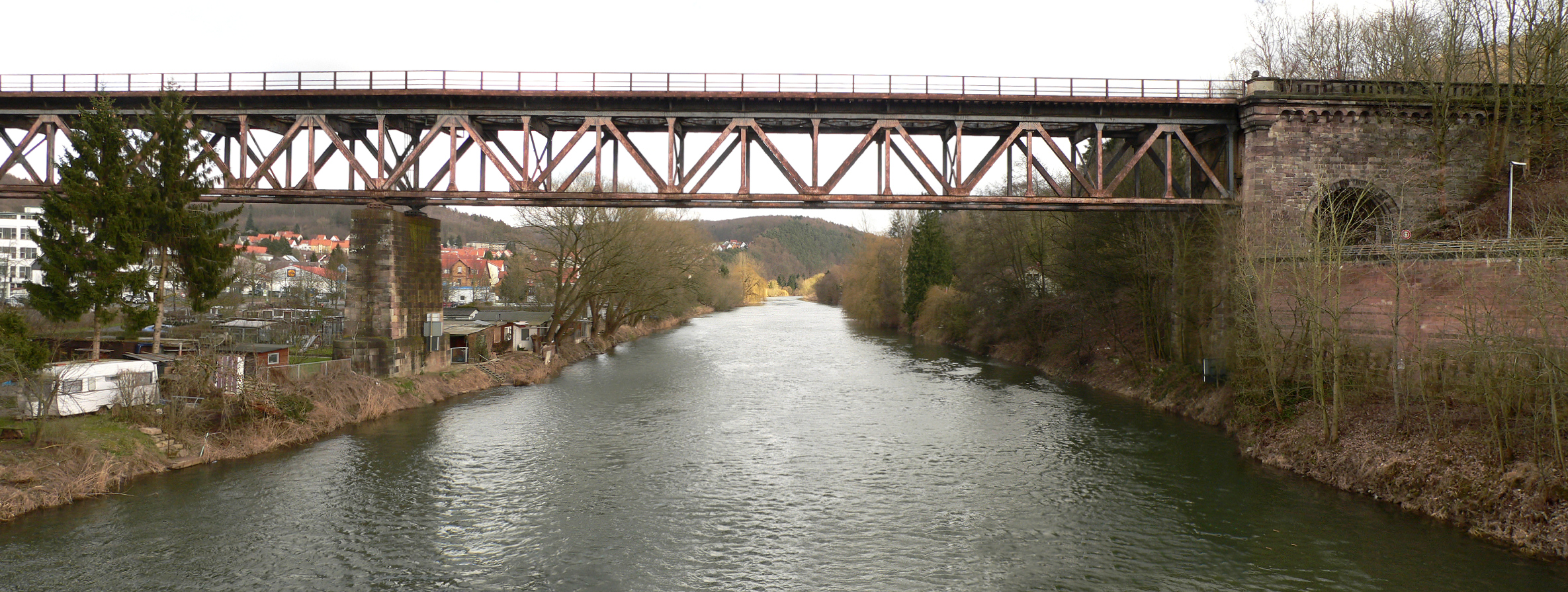
Die rund 110 Meter lange Werratalbrücke Münden über die Werra in Hann. Münden, 2015

Nachdem schon zwischen Dransfeld und Münden das zweite Gleis fehlte, wurde 1962 auch der Abschnitt Göttingen–Groß Ellershausen eingleisig zurückgebaut, um den Güterverkehr auf der Nord-Süd-Strecke kreuzungsfrei abzuwickeln. Das Überführungsbauwerk nahe dem Leineberg, dessen Gleise heute von der Ostseite des Göttinger Bahnhofs über die Nord-Süd-Strecke hinweg führen und wieder in diese als auch in die Schnellfahrstrecke einmünden, wurde bis zum Rückbau von der Dransfelder Strecke genutzt. Das Richtungsgleis von Dransfeld nach Göttingen führte auf einer Brücke über die Nord-Süd-Strecke hinweg und mündete dann im östlichen Bahnhofsteil.
So blieb, bis zur Einstellung des Personenverkehrs am 31. Mai 1980, nur noch der Abschnitt zwischen Groß Ellershausen und Dransfeld zweigleisig, um den Schiebeloks eine problemlose Rückfahrt zu ermöglichen. Die beiden mittags verkehrenden Nahverkehrszüge begegneten sich im zweigleisigen Abschnitt.
1964 wurde die Werratalstrecke elektrifiziert und der bis dato durchaus noch rege Fernreiseverkehr über Dransfeld auf einen bedeutungslosen Nebenbahnbetrieb reduziert, der ab den 1970er Jahren nur noch drei Zugpaare werktags vorsah. Bis zur Elektrifizierung war die Dransfelder Bahn eine willkommene Entlastungsstrecke. Bedeutende Fernzüge wie der Roland oder der Senator, der vor dem Volkmarshäuser Tunnel auch einmal entgleiste, fuhren dort, allerdings ohne Zwischenhalt. Der Strecke blieben zuletzt mit V 100 und Umbauwagen bzw. Silberlingen bespannte Wagenzüge (die bis 1974 auch noch mit Ottbergener 44er bespannt wurden) oder Akkumulatortriebwagen der Baureihe 515.
Trotz der vielen betrieblichen Rückschläge gab es auch Zukunftsplanungen: Mitte der 1970er Jahre wollte man das sich entwickelnde Gewerbegebiet Gimte/Volkmarshausen mit Gleisanschlüssen erschließen. Weichenanschluss und zwei Abzweiggleise lagen schon, diese endeten aber schon nach wenigen Metern im „Nichts“.

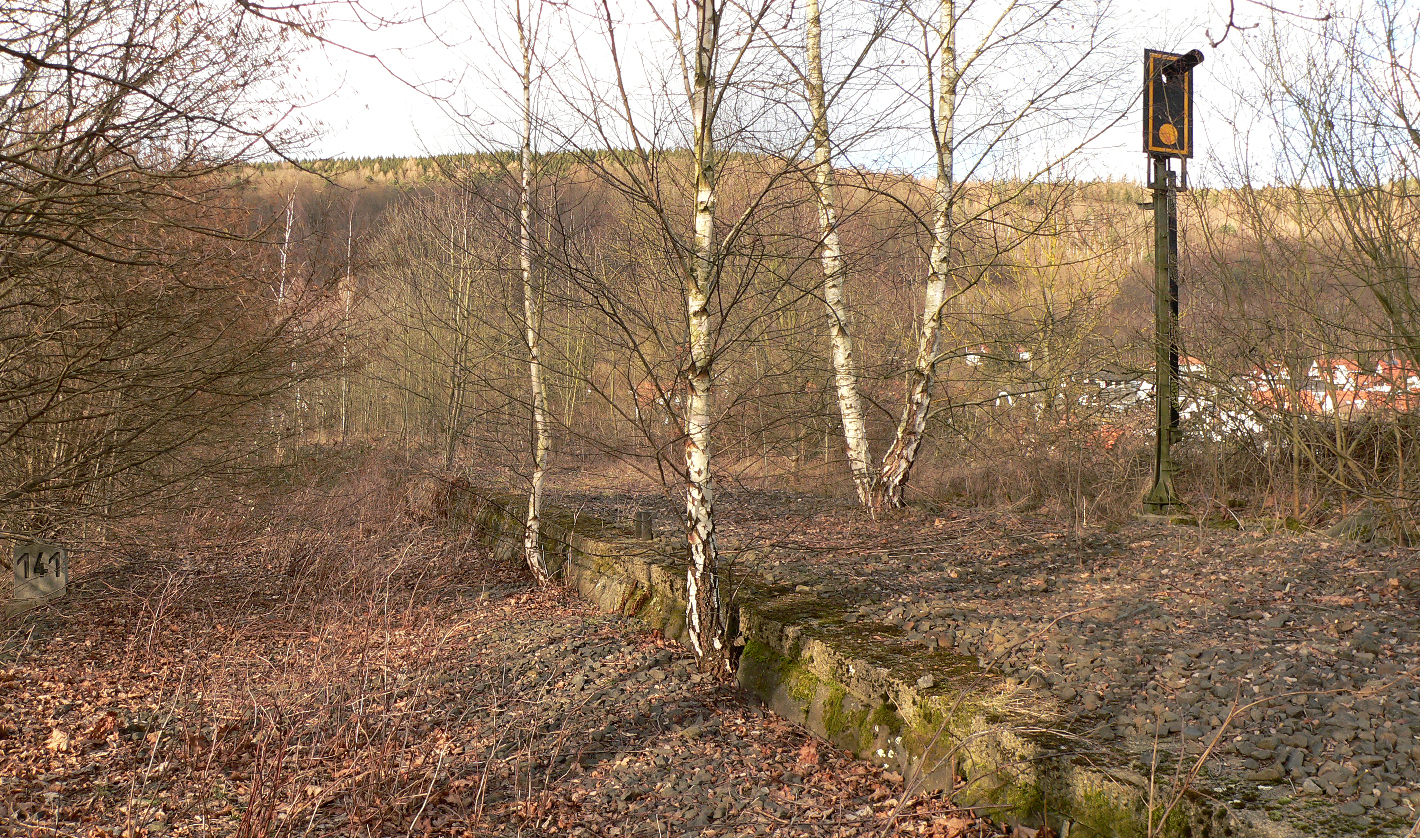
Ehemalige Südbahn-Trasse in Hann. Münden mit Signalanlagenresten am Abzweig zur Hafenbahn (links), 2015

Anfang 1980 verkehrten auf der Strecke täglich nur noch zwei Nahverkehrszugpaare und ein Güterzug. Mit Wechsel auf den Sommerfahrplan wurde der Personenverkehr am 31. Mai 1980 auf der gesamten Strecke und der Güterverkehr zwischen Göttingen und Dransfeld eingestellt und die Strecke bis 1. Februar 1991 nur noch als Güteranschlussgleis zunächst von Hann. Münden bis Dransfeld, danach nur noch bis Oberscheden geführt, hier endete der Güterverkehr am 1. Oktober 1994. Die Gleise zwischen Göttingen und Dransfeld wurden nach Einstellung des Personenverkehrs schon im April 1982 abgebaut. Ein kurzes Gleisstück verblieb noch von Göttinger Seite, um Erdmaterial für den Lärmschutzwall der Schnellfahrstrecke heranschaffen zu können. Im Zuge der Rückbauarbeiten verschwand 1982 im Bereich der Ortschaft Ossenfeld die im Zuge der Kreisstrasse 42 bahnquerende Brücke unter einem Damm.
Im April 1995 führte eine Rangier-Diesellok der Baureihe 365 im Rahmen einer Lokführerausbildung die letzte offizielle Befahrung durch. Der Volkmarshäuser Tunnel und die Werratalbrücke wurden im September 1995 wegen Baufälligkeit geschlossen. Am 9. Oktober 1995 wurde die gesamte Strecke als stillgelegt deklariert und im Jahr 2000 von Mündener Seite das Gleis bis kurz vor Oberscheden abgebaut. Das bislang auf 10 Kilometern relativ lückenlos verbliebene Gleis zwischen Dransfeld und dem Schedetal (den Streckenkilometern 124–134 entsprechend) wurde im Januar 2006 zur Schaffung eines Radweges zwischen Wellersen und Scheden entfernt. Aufgrund der zu der Zeit guten Erlöse für Alteisen wurden auch im Bereich Dransfeld und Scheden ab September 2006 die noch liegenden Gleise entfernt; letztere nachdem Diebe Mitte Januar 2007 in Höhe der Klusteiche schon 100 m Gleis entfernt hatten.

## Hafenbahn – Weserumschlagstelle

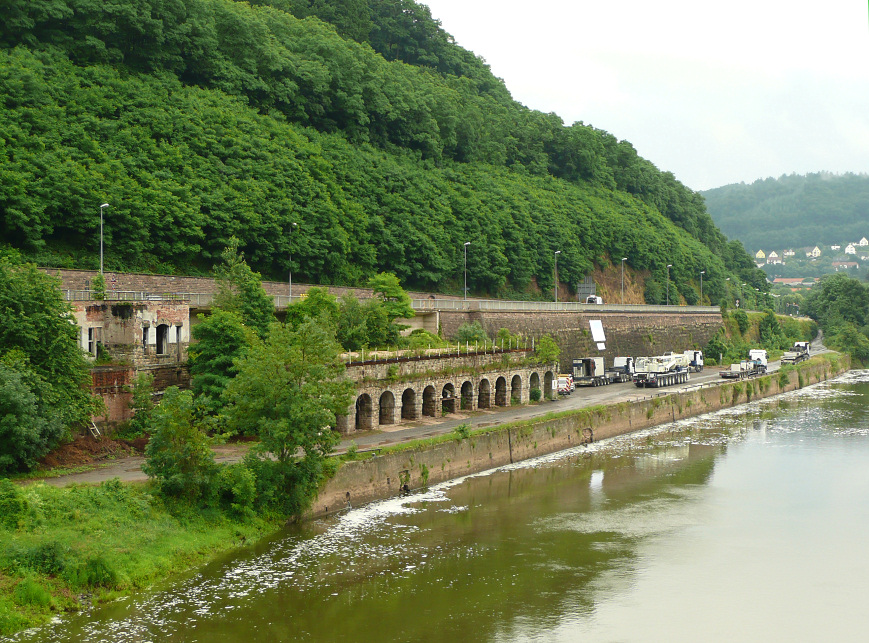
Reste der Weserumschlagstelle, 2008
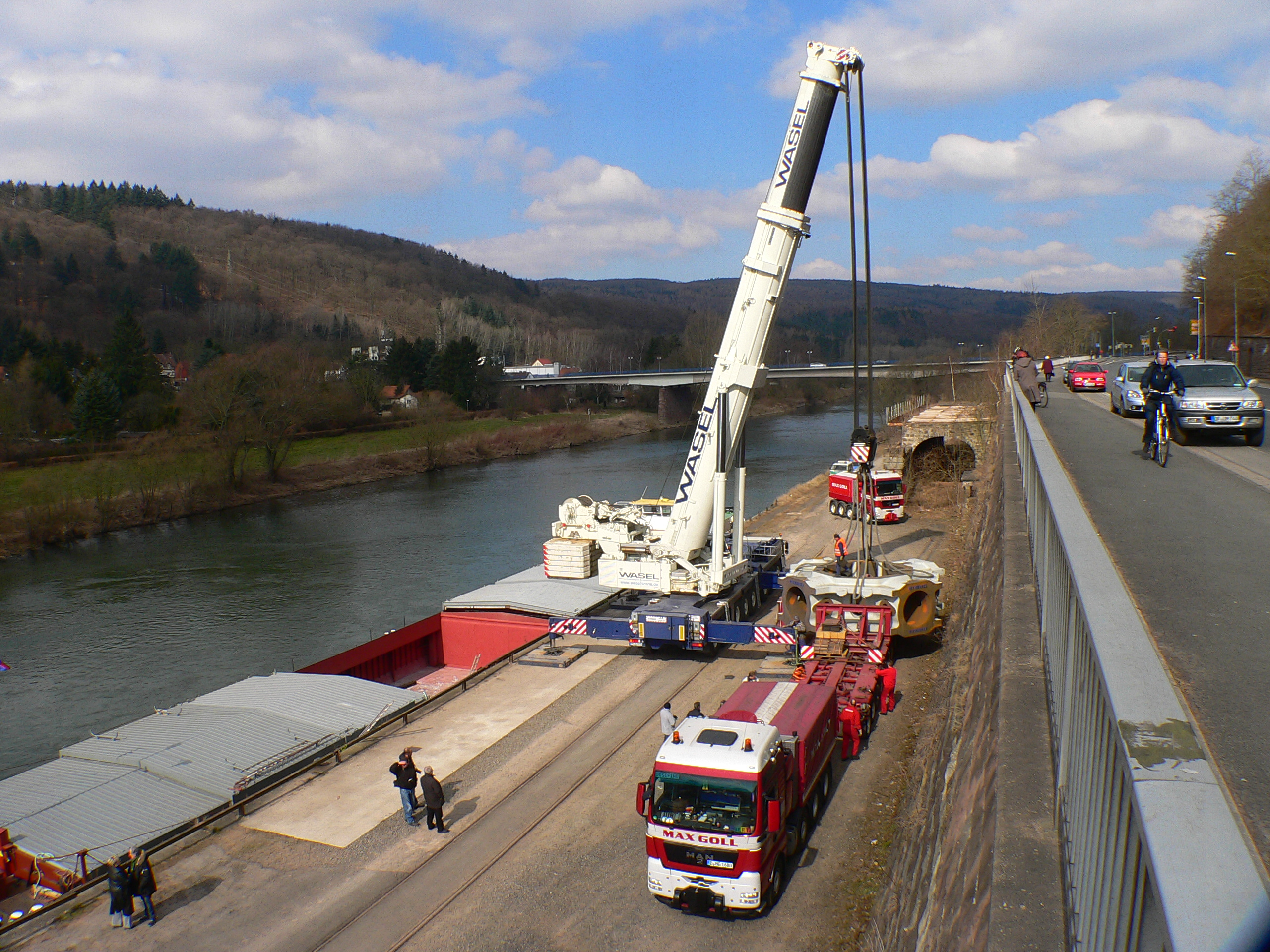
Weserumschlagstelle Verladung, 2013
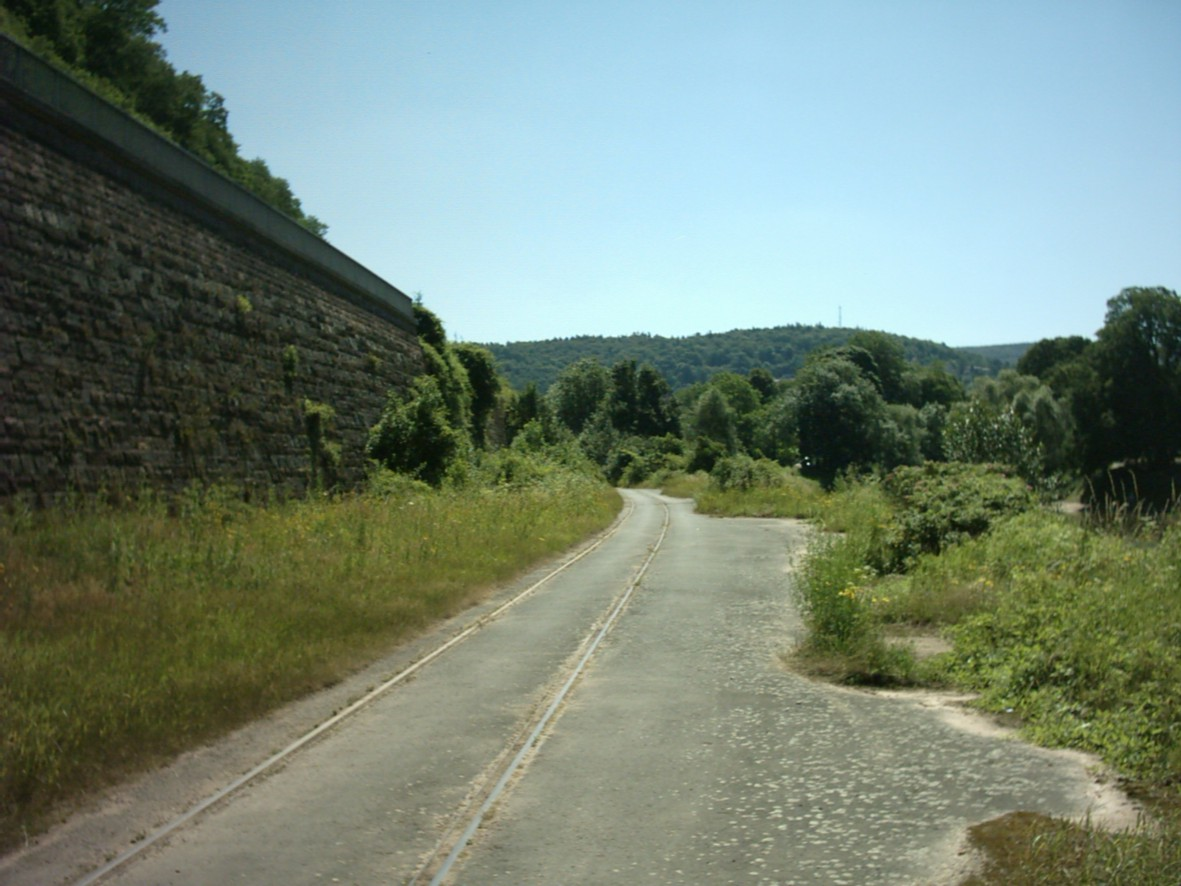
Reste der Hafenbahn, 2006
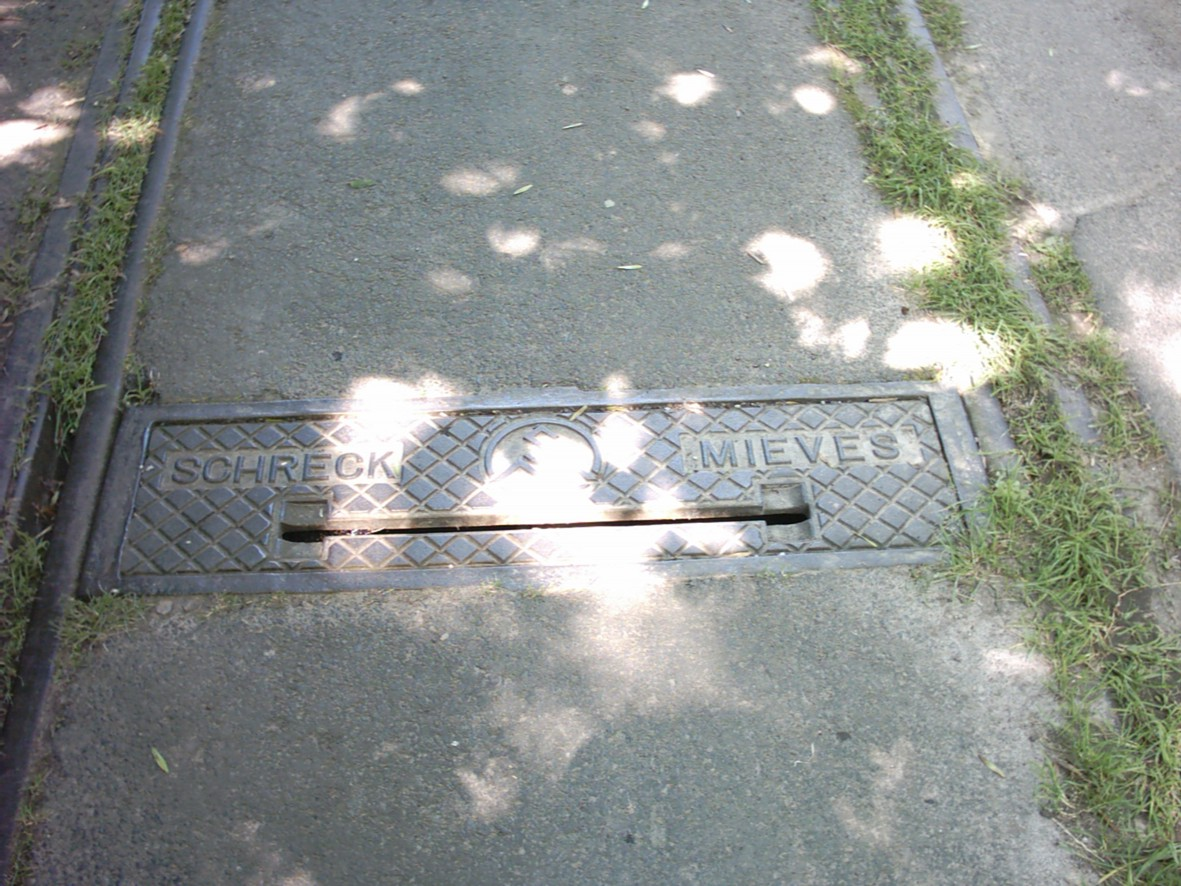
Weichenrelikt der Hafenbahn, 2006
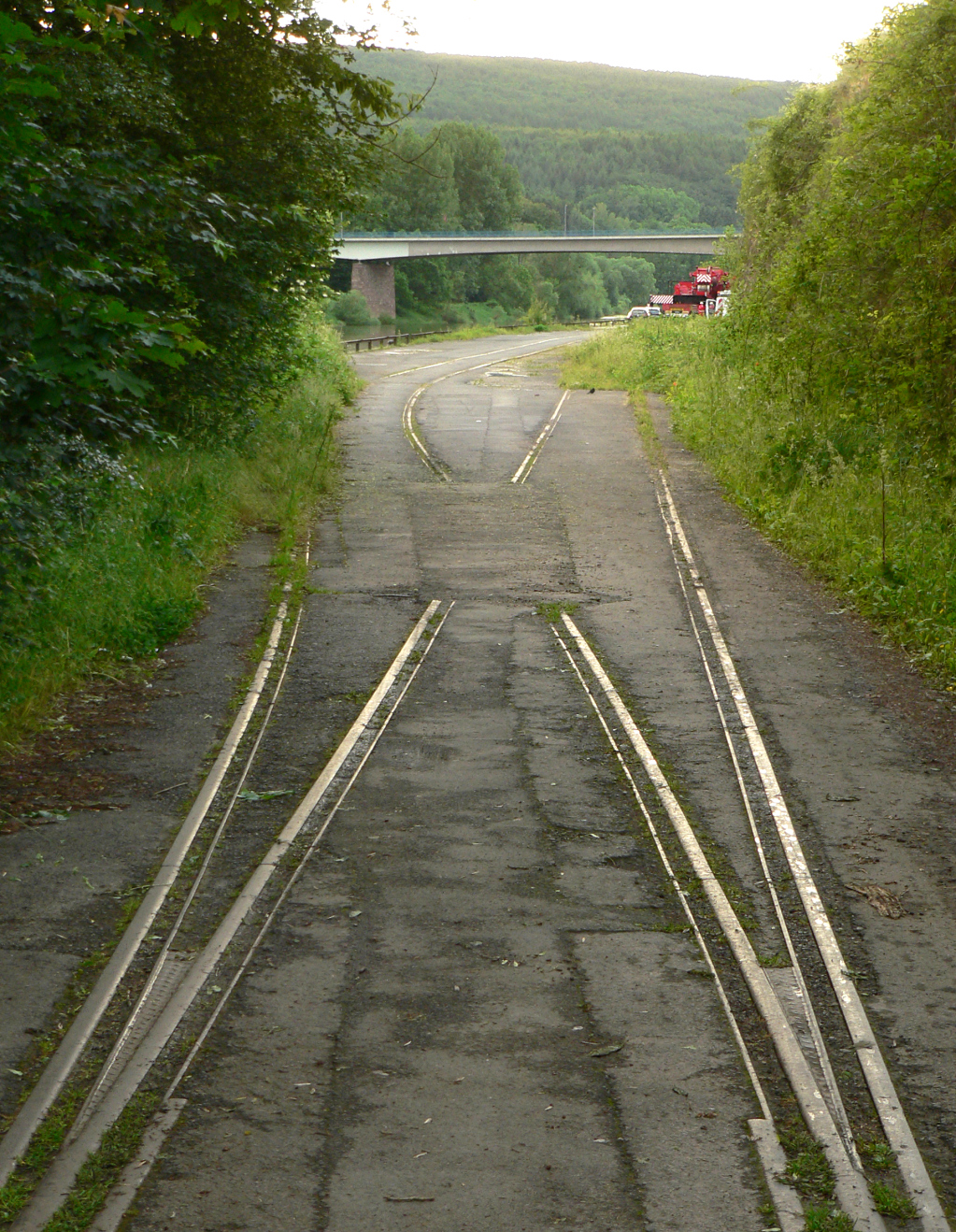
Gleise der Hafenbahn, 2016

1906 erhielt die Hannöversche Südbahn bei Kilometer 141,0 ein Anschlussgleis unmittelbar vor der Werrabrücke in Hann. Münden, das auf einem eigenen Bahnkörper hinab zum Weserufer gegenüber dem Zusammenfluss von Fulda und Werra führte. Die als Hafenbahn bezeichnete 1,5 Kilometer lange Stichstrecke endete an einer über 240 Meter langen Kaimauer in einer eigens errichteten Weserumschlagstelle. Hier wurden bis 1978 Schüttgüter wie Kali, Getreide, Zement, Basaltsplit und Kies mit Hilfe eines Anderthalb-Tonnen-Krans, der auf zwei Schienen bewegt werden konnte, von Güterwaggons auf Lastkähne verladen. 1910 wurde die Anlage durch ein Förderband und 1927 durch elektrisch betriebene Schaufeln von Amme-Luther (MIAG, Braunschweig) erweitert. Zur Anlage gehörte ein aus Bruchsteinen gemauertes, langgestrecktes Gewölbe, das als Akkumulatorenraum für die eigene Stromversorgung diente. Darüber erhoben sich ein weiteres Stockwerk mit Maschinenraum und Büros sowie ein in Fachwerk ausgeführter, schiefergedeckter zweiter Stock mit Wohnungen. Ein weiteres, turmähnliches Gebäude, an das sich straßengleich eine Terrasse mit Balustrade anschloss, ragte mit vier Stockwerken weit über das Gebäudeensemble hinaus.
Die eingleisig ausgeführte Hafenbahn überquerte 1100 Meter nach ihrem Abzweig von der Hauptstrecke schienengleich die Questenbergstraße und nach einem 200 Meter langen Bergeinschnitt die Göttinger Straße. Kurz vor Erreichen der Umschlagstelle verzweigte sich die Bahn in mehrere Gleise, von denen eines in den 1980er Jahren noch einige hundert Meter weiter bis zum Wasserübungsplatz der Bundeswehr rechts der Weser verlängert wurde, um per Schiene schweres Gerät wie Pontonbrückenteile transportieren zu können.
Der Niedergang der Weserumschlagstelle und damit der Hafenbahn begann 1960 mit dem Abriss der über das Straßenniveau hinausragenden Gebäudeteile, angeblich um die Sicht auf die neu errichtete Weserbrücke zu gewähren. 1978 wurde schließlich die Lastschifffahrt auf der Oberweser eingestellt und die Hafenbahn stillgelegt. Das weiterführende Gleis zum Wasserübungsplatz wurde letztmals in den 1990ern von einem Bundeswehrzug befahren. Die Gleise der Hafenbahn entfernte man bis auf wenige Reste bis Anfang 2005, der Bergeinschnitt wurde teilweise verfüllt.
Die Gebäude der Weserumschlagstelle fanden um 1980 einen privaten Besitzer, der Wohnungen einbauen ließ. 1990 brannte ein Teil des Komplexes aus, der Rest fiel 1998 erneut den Flammen zum Opfer. Bis auf das Bruchsteingewölbe und den Maschinenraum wurden die ausgebrannten Gebäude danach abgerissen.
Im Jahr 2008 wurde die Weserumschlagstelle ohne Gleisanschluss reaktiviert.
Auf insgesamt 250.000 Euro beliefen sich die bisherigen Investitionen. Seither dient sie wieder der Binnenschifffahrt. Vorrangig werden schwere Maschinenteile von Schwerlasttransporten auf Binnenschiffe verladen.

## Heutiger Zustand

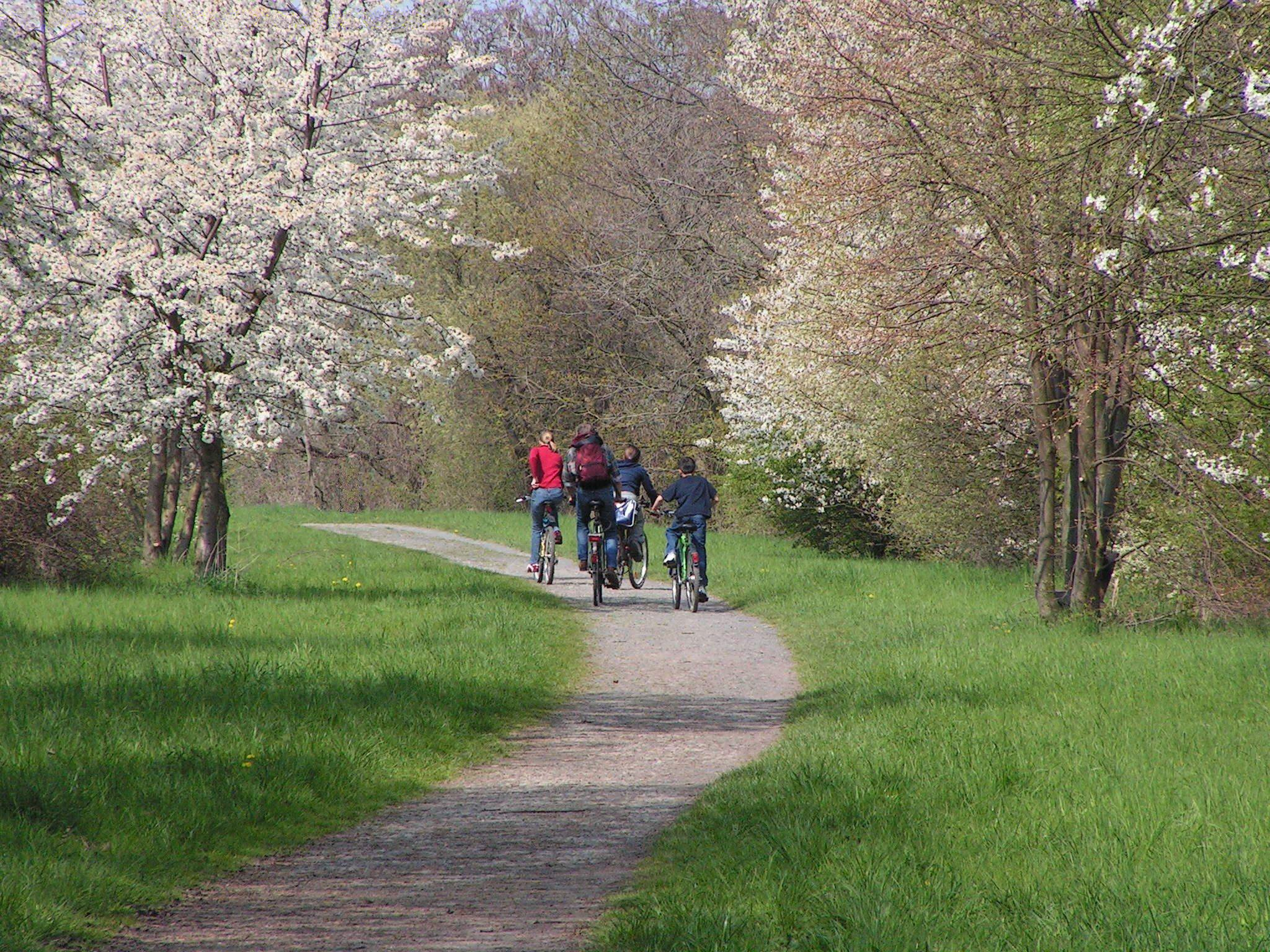
Früher Hauptstrecke, heute Radweg: die KBS 257 im Frühjahr 2005 am Haltepunkt Groß Ellershausen

Etwa 10 Kilometer der ehemaligen Trasse zwischen Göttingen und Dransfeld sowie zwischen Wellersen und Scheden wurden zu einem Wander- und Radweg umgebaut. Diese Abschnitte sind Bestandteil des niedersächsischen Radfernwegnetzes, der hier als Weser-Harz-Heide-Radfernweg von der Weser durch den Landkreis Göttingen über Scheden, Dransfeld und Göttingen zur Rhumequelle und weiter durch den Harz bis in die Lüneburger Heide führt.
Am Göttinger Stadtteil Leineberg, wo er auf die ehemalige Dransfelder Bahnstrecke trifft, verläuft dieser Rad- und Wanderweg zunächst bis zum Stadtteil Grone-Süd parallel neben der alten Trasse und der heutigen Schnellfahrstrecke Hannover–Würzburg. Ab der Siekhöhenallee (K 36) führt der Weg dann auf dem alten Bahndamm weiter um Groß Ellershausen herum durch den Groner Wald bis zur Bundesstraße 3, dem damaligen Streckenkilometer 119,2 entsprechend, wo sich früher der Bahnübergang am Rischenkrug befand. Dort verlässt der Radweg zunächst die alte Bahnlinie und verläuft als nicht weiter ausgeschilderter Waldweg leicht nordöstlich parallel der ehemaligen Bahnstrecke (deren Schneise noch sehr gut auf Luftbildern zu sehen ist) bis zur Ossenfelder Straße. Von dort aus gibt es keinen weiteren direkten Radweg nach Dransfeld; Möglichkeiten sind ein “Umweg” über Felder westlich von Ossenfeld, oder ein Waldweg Richtung Südwest mit schwierigerem Boden. Zwischen Wellersen und Scheden wurde 2006 ein weiteres Teilstück eröffnet, welches im Gegensatz zum Abschnitt Göttingen–Rischenkrug eigens betoniert wurde. Außerhalb dieser ehemaligen Streckenteile folgt der Radweg meist der Bundesstraße 3.

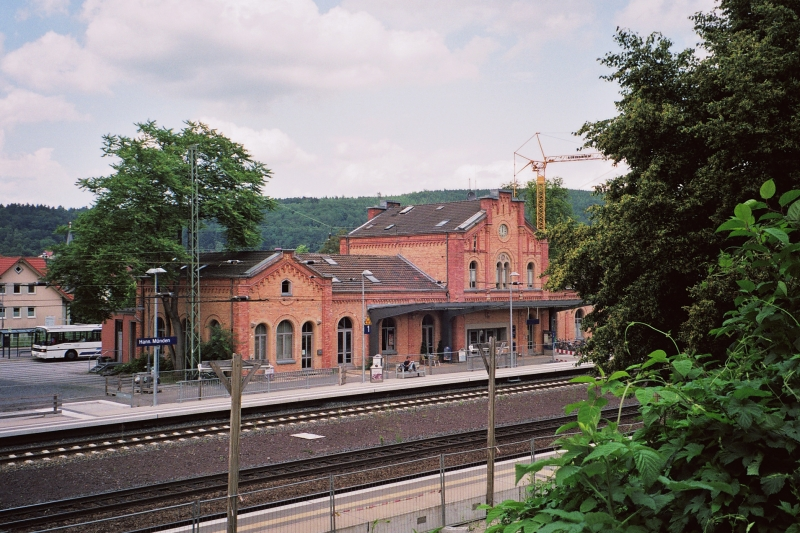
Stark zurückgebauter Mündener Bahnhof 2007. Das Gleis Dransfeld–Kassel lag im Bereich des jetzigen Hausbahnsteiges

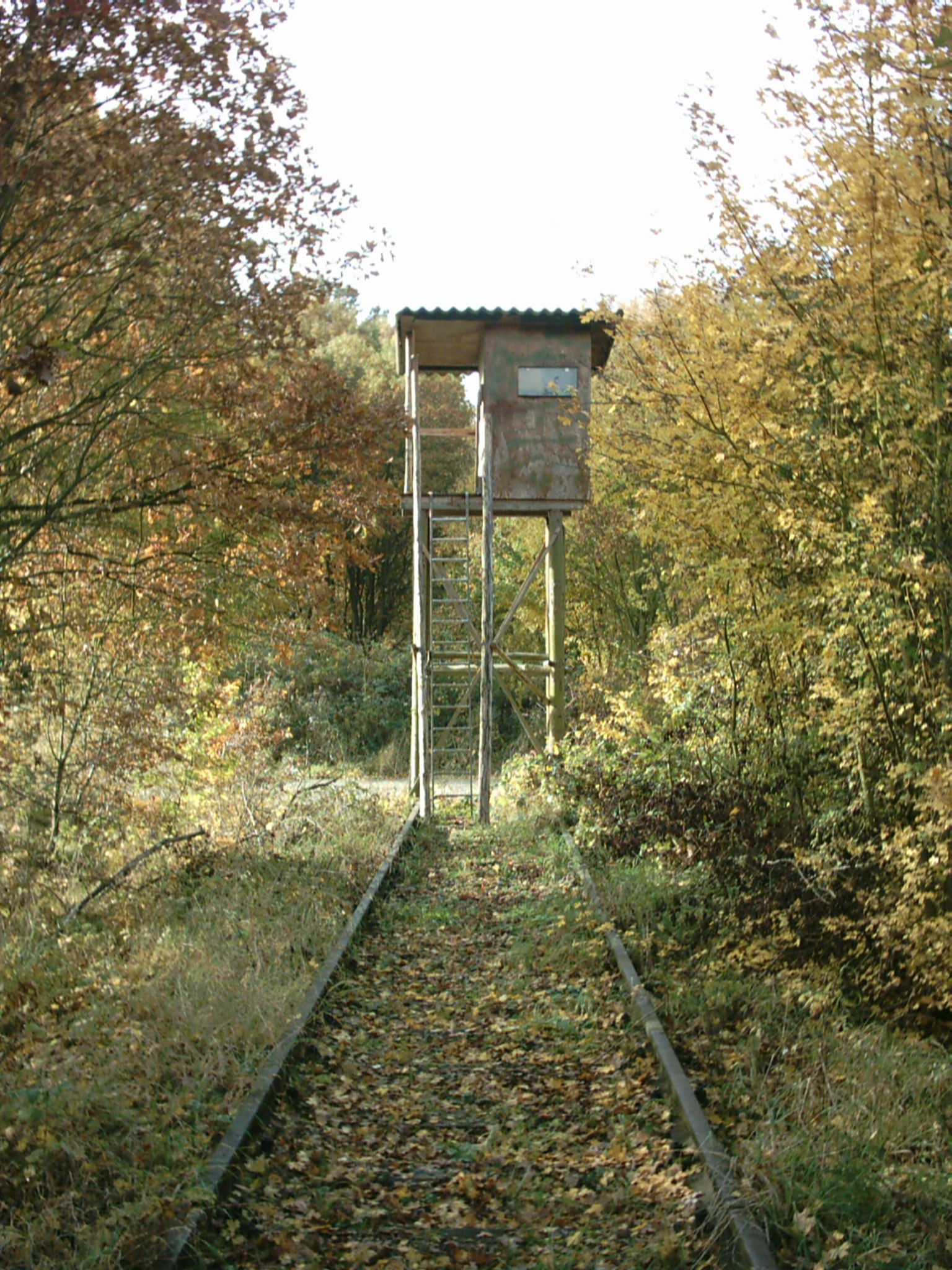
Streckenrelikt südlich von Oberscheden, 2005

Der Radweg verläuft ab Goslar übrigens teils oder sogar vollständig auf mehreren ehemaligen Bahnlinien: der Innerstetalbahn von Goslar nach Altenau, einem Teil der ehemaligen Bahnstrecke Bleicherode–Herzberg sowie der Gartetalbahn, einer ehemaligen Schmalspurbahn von Duderstadt (später Rittmarshausen) nach Göttingen.
Die gesamte Strecke oder auch nur Teile davon wieder für den Schienenverkehr zu nutzen, scheitert neben der Baufälligkeit der Bauwerke wie des Tunnels und der Werratalbrücke (siehe Abbildung) auch an den schon vereinzelt verkauften und überbauten Grundstücken. Ferner ist zumindest in Abschnitten eine Entwidmung der Trasse als Eisenbahnstrecke erfolgt, womit diese unter heutigen, erheblich strengeren Auflagen als Neubauprojekt genehmigt werden müsste.
Einer erneuten verkehrlichen Nutzung stünden neben aufwändigen Planungs- und Genehmigungsverfahren auch naturschutzrechtliche Auflagen entgegen, da über ein Drittel der alten Bahnstrecke als Ausgleichsfläche für die seinerzeit gebaute Schnellfahrstrecke Hannover–Würzburg ausgewiesen und inzwischen auch zum FFH-Gebiet erklärt wurde. Die Bahn hat hierzu den größten Teil der Strecke dem Landkreis Göttingen überlassen. Zwischen Dransfeld und Wellersen hat dieser als Eigentümer der Trasse dort jüngst einen Rückzugsraum für seltene Tierarten geschaffen. Weidetiere sollen im Sommerhalbjahr den Bewuchs kurz halten. Hierzu wurde der Bahndamm eingezäunt, und er soll in dieser Zeit auch nicht unbefugt betreten werden.
Als Bahnhofsgebäude sind nur noch der Dransfelder Bahnhof mit einem Nebenbau der alten Bahnmeisterei erhalten geblieben; erstgenannter wird privat genutzt, das Nebengebäude als Jugendzentrum. Den nahe am Bahnhofsgebäude angrenzenden Spielplatz zierte eine Zeit lang eine Kleinlok der Baureihe 323, die erst mit dem Bau des Spielplatzes mittels eines Krans dorthin kam. Aufgrund von Vandalismusschäden und den nicht genügenden Sicherheitsauflagen für Kinderspielplätze wurde diese Lok wieder entfernt und auf das Gelände eines Dransfelder Seniorenheims verbracht, wo sie vor einem Uerdinger Schienenbus (VT 98) steht. Alle anderen Bahngebäude entlang der Strecke wurden, von vereinzelten Strecken- und Schrankenpostenhäusern abgesehen, inzwischen abgerissen.

## Trivia
- Der Schluss des in Göttingen gedrehten Films Vater, Mutter und 9 Kinder mit Heinz Erhardt zeigt eine Szene, die am Bahnübergang Wellersen gedreht wurde.
- Ein Mündener Kleinserienhersteller fertigt H0-Modelle von Bauwerken der Dransfelder Strecke.[8][9]